# Michael Beasley
Pour les articles homonymes, voir Beasley.
Michael Beasley, né le 9 janvier 1989 à Frederick, Maryland (États-Unis), est un joueur américain de basket-ball évoluant aux postes d'ailier et d'ailier fort.

## Biographie

### Carrière universitaire
Lors de son année universitaire avec les Wildcats de Kansas State de l'Université d'État du Kansas, il marque 26,2 points et prend 12,4 rebonds moyenne par rencontre.

### Carrière professionnelle

#### Heat de Miami (2008-2010)
Il est choisi lors de la draft 2008 de la NBA en deuxième position par le Heat de Miami, juste après Derrick Rose, sélectionné par les Bulls de Chicago. Beasley est nommé dans la NBA All-Rookie First Team à la fin de la saison 2008-2009.

#### Timberwolves du Minnesota (2010-2012)
Le 12 juillet 2010, il est transféré aux Timberwolves du Minnesota contre des deuxièmes tours de drafts (2011 et 2014). Beasley est échangé pour faire de la place dans la masse salariale de Miami afin qu'ils puissent supporter les arrivées de LeBron James et Chris Bosh tout en prolongeant Dwyane Wade.
Le 10 novembre 2010, il aide les Timberwolves à battre les Kings de Sacramento en marquant 42 points, son record en carrière, et prenant neuf rebonds. Il termine la saison avec une moyenne de 19,2 points par match qui le place dans le top 20 des meilleurs marqueurs de la ligue.
Durant la saison 2011-2012, Beasley se blesse au pied contre les Cavaliers de Cleveland le 6 janvier 2012 et doit manquer onze matches consécutifs. Peu après son retour de blessure, il aide les Timberwolves à battre les Rockets de Houston en marquant 34 points. Il termine la saison avec une moyenne de 11,5 points par match.

#### Suns de Phoenix (2012-2013)
Le 20 juillet 2012, il s'engage avec les Suns de Phoenix pour une durée de trois ans avec un salaire annuel de six millions de dollars. Au cours de cette période, il décide de s'entraîner avec l'ancien meneur NBA et deux fois champions NBA, Norm Nixon, pour améliorer son jeu. Le 7 novembre, contre les Bobcats de Charlotte, Beasley termine avec 21 points, 15 rebonds et 7 passes décisives pour aider les Suns à la victoire 117 à 110. Le 30 janvier 2013, Beasley marque 27 points, son record de la saison, prend 6 rebonds et intercepte 5 balles en étant remplaçant pour aider les Suns à la victoire 92 à 86 contre les Lakers de Los Angeles.
Le 3 septembre 2013, il est coupé par les Suns à la suite d'une arrestation en août pour possession de marijuana.

#### Heat de Miami (2013-2014)
Le 11 septembre 2013, le Heat de Miami lui offre néanmoins une seconde chance en lui proposant un contrat non garanti pour 2013-2014 au minimum salarial. Le Heat accède aux finales NBA pour la quatrième année consécutive en 2014, durant lesquelles Beasley fait sa première apparition lors du match 5 de la série contre les Spurs de San Antonio. Le Heat perd le match 5 et la série, s'inclinant 4 à 1.

#### Shanghai Sharks (2014–2015)
Le 25 septembre 2014, Beasley signe un contrat non garanti avec les Grizzlies de Memphis. Toutefois, il est libéré le 9 octobre. Le même jour, il signe un contrat d'un an avec les Shanghaï Sharks dans le championnat chinois. Durant le CBA All-Star Game 2015, Beasley marque 59 points, établissant le record de points dans l'histoire du All-Star Game chinois.
Malgré des moyennes de 28,6 points, 10,4 rebonds, 5,2 passes décisives et 1,9 interception en 37 matches, Beasley ne parvient pas à mener les Sharks en playoffs puisqu'ils terminent à la douzième place avec un bilan de 17 victoires et 21 défaites.

#### Heat de Miami (2015)
Le 26 février 2015, il signe un contrat de dix jours avec le Heat de Miami. Le lendemain, il fait son retour avec le Heat lors de la défaite 102 à 104 chez les Pelicans de La Nouvelle-Orléans où il termine avec sept points et deux rebonds. Le 8 mars 2015, il signe un second contrat de dix jours avec le Heat et pour le reste de la saison le 18 mars.
Le 28 juin 2015, le Heat décline leur option d'équipe sur le contrat de Beasley en 2015-2016 et laisse le joueur agent libre.

#### Shandong Golden Stars (2015–2016)
Le 30 septembre 2015, Beasley signe avec les Shandong Golden Stars pour la saison 2015-2016 de CBA, retournant en Chine pour la seconde fois. Le 1er novembre 2015, il marque 48 points lors du match d'ouverture de la saison de son équipe. Deux jours plus tard, il fait encore mieux en marquant 49 points. Le 17 janvier 2016, il remporte le titre de MVP du CBA All-Star Game pour la deuxième année consécutive en terminant la rencontre avec 63 points, 19 rebonds et 13 passes décisives avec l'équipe du Sud.
Shandong se qualifie pour les playoffs 2016 mais est battu 3 victoires à 0 par les Guangdong Southern Tigers au premier tour. En 40 matches avec Shandong, Beasley a des moyennes de 31,9 points, 13,4 rebonds, 3,8 passes décisives, 2,0 interceptions et 1,3 contre par match. Il est également nommé MVP de la saison 2015-2016.

#### Rockets de Houston (2016)
Le 4 mars 2016, Beasley signe chez les Rockets de Houston. Le 11 mars, lors de son troisième match avec les Rockets, il marque 18 points et prend 8 rebonds en seulement 15 minutes, en étant remplaçant lors de la victoire 102 à 98 contre les Celtics de Boston. Le 19 mars, il marque 30 points, son record de la saison, et prend 9 rebonds lors de la défaite 109 à 97 chez les Hawks d'Atlanta. Le 31 mars, il réalise son premier double-double de la saison avec 20 points et 11 rebonds lors de la défaite 103 à 100 chez les Bulls de Chicago. Beasley aide les Rockets à terminer la saison régulière la huitième place de la conférence Ouest avec un bilan de 41 victoires et 41 défaites. Menés 2 matches à 0 au premier tour des playoffs contre les Warriors de Golden State, premiers de la conférence Ouest, Beasley marque 12 points lors du match 3 remporté par Houston 97 à 96 ; il donne l'avantage aux Rockets en rentrant deux lancers-francs alors qu'il reste 41 secondes à jouer.

#### Bucks de Milwaukee (2016–2017)
Le 22 septembre 2016, Beasley est transféré chez les Bucks de Milwaukee en échange de Tyler Ennis. Le 12 novembre 2016, il marque 19 points, son record de la saison, lors de la victoire 106 à 96 contre les Grizzlies de Memphis. Il manque cinq matches en décembre en raison d'une blessure au pied. Le 10 janvier 2017, il revient sur les parquets après avoir manqué 17 matches en raison d'une hypertension au genou gauche, il marque sept points en huit minutes lors de la victoire 108 à 105 contre les Pistons de Détroit.

#### Knicks de New York (2017-2018)
Le 8 août 2017, il signe chez les Knicks de New York. Le 25 novembre 2017, il réalise son meilleur match de la saison avec 30 points en étant titulaire à la place de Kristaps Porziņģis, blessé, dans la défaite des siens 117 à 102 chez les Rockets de Houston. Le 16 décembre 2017, une nouvelle fois titularisé à la place du letton, Beasley égalise son meilleur total de points de la saison avec 30 unités dans la victoire 111 à 96 contre le Thunder d'Oklahoma City.
Le 21 décembre 2017, il marque 28 de ses 32 points (record de la saison) dans la seconde mi-temps du match remporté 102 à 93 contre les Celtics de Boston ; il capte également 12 rebonds dans ce match. Beasley devient le premier joueur NBA depuis que les titularisations sont comptabilisés en 1970-1971 à terminer une rencontre, en tant que remplaçant, avec au moins 32 points et 12 rebonds en 25 minutes de temps de jeu au plus. Il devient également le premier joueur des Knicks qui a commencé une rencontre sur le banc à terminer une rencontre avec 32 points et 12 rebonds.
Le 10 janvier 2018, de nouveau remplaçant, il termine la rencontre avec 26 points et 12 rebonds dans la défaite après deux prolongations chez les Bulls de Chicago. Le 31 mars 2018, il marque de nouveau 32 points (son meilleur total de la saison) dans la défaite 115 à 109 chez les Pistons de Détroit.

#### Lakers de Los Angeles (2018 - février 2019)
Le 20 juillet 2018, il signe un contrat d'un an avec les Lakers de Los Angeles. Il manque une bonne partie de la première partie de saison pour être aux côtés de sa mère, malade du cancer.
Le 7 février 2019, il est envoyé aux Clippers de Los Angeles en compagnie de Ivica Zubac en échange de Mike Muscala puis coupé par la même franchise deux jours plus tard.

#### Guangdong Southern Tigers (février - juillet 2019)
Le 19 février 2019, il signe un contrat jusqu'à la fin de la saison avec les Guangdong Southern Tigers.

#### Pistons de Detroit (août 2019)
Le 11 août 2019, alors qu'il est suspendu cinq matches par la NBA à la suite d'un contrôle positif à la marijuana, il s'engage pour une saison avec les Pistons de Detroit. Le 13 septembre, il est licencié afin de faire signer Joe Johnson.

#### Nets de Brooklyn (juillet 2020)
Le 9 juillet 2020, il signe jusqu'à la fin de saison avec les Nets de Brooklyn. Le 16 juillet suivant, testé positif au Covid-19, son aventure avec cette équipe s'arrête.

#### Hors des États-Unis
En 2021, Beasley rejoint les Cangrejeros de Santurce, un club portoricain. En juin 2022, il retourne aux Shanghai Sharks pour une saison.

## Palmarès
- Finales NBA avec le Heat de Miami contre les spurs de San Antonio en 2014
- CBA champion (2019)
- CBA Foreign MVP (2016)
- 2× CBA All-Star Game MVP (2015, 2016)
- 2× CBA All-Star (2015, 2016)
- NBA All-Rookie First Team 2009.
- Consensus first-team All-American (2008)
- USBWA National Freshman of the Year (2008)
- Big 12 Player of the Year (2008)
- First-team All-Big 12 (2008)
- Pete Newell Big Man Award (2008)
- NCAA rebounding leader (2008)
- McDonald's All-American MVP (2007)

## Statistiques

### Universitaires
| Saison    | Équipe       | Matchs | Titul. | Min./m | % Tir | % 3pts | % LF | Rbds/m. | Pass/m. | Int/m. | Ctr/m. | Pts/m. |
| --------- | ------------ | ------ | ------ | ------ | ----- | ------ | ---- | ------- | ------- | ------ | ------ | ------ |
| 2007-2008 | Kansas State | 33     | 32     | 31,5   | 53,2  | 37,9   | 77,4 | 12,36   | 1,15    | 1,27   | 1,64   | 26,24  |
| Carrière  | Carrière     | 33     | 32     | 31,5   | 53,2  | 37,9   | 77,4 | 12,36   | 1,15    | 1,27   | 1,64   | 26,24  |

### Professionnelles

#### Saison Régulière
Légende :
gras = ses meilleures performances
| Saison     | Équipe       | Matchs | Titul. | Min./m | % Tir | % 3pts | % LF | Rbds/m. | Pass/m. | Int/m. | Ctr/m. | Pts/m. |
| ---------- | ------------ | ------ | ------ | ------ | ----- | ------ | ---- | ------- | ------- | ------ | ------ | ------ |
| 2008-2009  | Heat         | 81     | 20     | 24,8   | 47,2  | 40,7   | 77,2 | 5,42    | 1,02    | 0,51   | 0,46   | 13,86  |
| 2009-2010  | Heat         | 78     | 78     | 29,8   | 45,0  | 27,5   | 80,0 | 6,38    | 1,28    | 1,03   | 0,63   | 14,82  |
| 2010-2011  | Timberwolves | 73     | 73     | 32,3   | 45,0  | 36,6   | 75,3 | 5,60    | 2,16    | 0,74   | 0,71   | 19,19  |
| 2011-2012* | Timberwolves | 47     | 7      | 23,1   | 44,5  | 37,6   | 64,2 | 4,40    | 0,96    | 0,38   | 0,40   | 11,51  |
| 2012-2013  | Suns         | 75     | 20     | 20,7   | 40,5  | 31,2   | 74,6 | 3,76    | 1,48    | 0,41   | 0,45   | 10,12  |
| 2013-2014  | Heat         | 55     | 2      | 15,1   | 49,9  | 38,9   | 77,2 | 3,13    | 0,76    | 0,42   | 0,38   | 7,93   |
| 2014-2015  | Heat         | 24     | 1      | 21,0   | 43,4  | 23,5   | 76,9 | 3,71    | 1,33    | 0,62   | 0,54   | 8,83   |
| 2015-2016  | Rockets      | 20     | 0      | 18,1   | 52,2  | 33,3   | 77,6 | 4,90    | 0,80    | 0,55   | 0,45   | 12,75  |
| 2016-2017  | Bucks        | 56     | 6      | 16,7   | 53,2  | 41,9   | 74,3 | 3,45    | 0,95    | 0,48   | 0,48   | 9,43   |
| 2017-2018  | Knicks       | 74     | 30     | 22,3   | 50,7  | 39,5   | 78,0 | 5,59    | 1,66    | 0,49   | 0,58   | 13,19  |
| 2018-2019  | Lakers       | 26     | 2      | 10,7   | 49,0  | 17,6   | 71,8 | 2,31    | 0,96    | 0,35   | 0,38   | 6,96   |
| Carrière   | Carrière     | 609    | 239    | 22,8   | 46,5  | 34,9   | 75,9 | 4,70    | 1,29    | 0,57   | 0,52   | 12,43  |

Note: * La saison 2011-2012 a été réduite de 82 à 66 matchs en raison du Lock out.

Dernière modification le 11 avril 2019

#### Playoffs
| Saison   | Équipe   | Matchs | Titul. | Min./m | % Tir | % 3pts | % LF | Rbds/m. | Pass/m. | Int/m. | Ctr/m. | Pts/m. |
| -------- | -------- | ------ | ------ | ------ | ----- | ------ | ---- | ------- | ------- | ------ | ------ | ------ |
| 2009     | Heat     | 7      | 0      | 25,5   | 38,6  | 30,8   | 76,5 | 7,29    | 1,00    | 0,29   | 1,00   | 12,14  |
| 2010     | Heat     | 5      | 5      | 27,0   | 44,9  | 50,0   | 77,8 | 5,80    | 0,60    | 0,80   | 0,00   | 10,40  |
| 2014     | Heat     | 4      | 0      | 5,8    | 50,0  | 0,0    | 33,3 | 1,00    | 0,50    | 0,00   | 0,00   | 2,75   |
| 2016     | Rockets  | 5      | 0      | 16,1   | 47,8  | 33,3   | 85,7 | 4,20    | 0,60    | 0,20   | 0,00   | 10,40  |
| 2017     | Bucks    | 4      | 0      | 12,0   | 35,0  | 60,0   | 0,0  | 2,25    | 0,25    | 0,25   | 0,25   | 4,25   |
| Carrière | Carrière | 25     | 5      | 18,6   | 42,3  | 38,5   | 67,5 | 4,56    | 0,64    | 0,32   | 0,32   | 8,68   |

## Records sur une rencontre en NBA
Les records personnels de Michael Beasley en NBA sont les suivants, :
| Type de statistique        | Saison régulière | Saison régulière            | Saison régulière | Playoffs | Playoffs            | Playoffs      |
| Type de statistique        | Record           | Adversaire                  | Date             | Record   | Adversaire          | Date          |
| -------------------------- | ---------------- | --------------------------- | ---------------- | -------- | ------------------- | ------------- |
| Points                     | 42               | @ Kings de Sacramento       | 10 novembre 2010 | 22       | Hawks d'Atlanta     | 1er mai 2009  |
| Paniers marqués            | 17               | @ Kings de Sacramento       | 10 novembre 2010 | 11       | Hawks d'Atlanta     | 1er mai 2009  |
| Paniers tentés             | 31               | @ Kings de Sacramento       | 10 novembre 2010 | 25       | Hawks d'Atlanta     | 1er mai 2009  |
| Paniers à 3 points réussis | 4                | 4 fois                      | 4 fois           | 3        | Raptors de Toronto  | 20 avril 2017 |
| Paniers à 3 points tentés  | 8                | @ Magic d'Orlando           | 13 février 2012  | 4        | 2 fois              | 2 fois        |
| Lancers francs réussis     | 12               | @ Rockets de Houston        | 30 janvier 2012  | 7        | @ Hawks d'Atlanta   | 29 avril 2009 |
| Lancers francs tentés      | 12               | 3 fois                      | 3 fois           | 7        | @ Hawks d'Atlanta   | 29 avril 2009 |
| Rebonds offensifs          | 6                | 4 fois                      | 4 fois           | 4        | Hawks d'Atlanta     | 1er mai 2009  |
| Rebonds défensifs          | 14               | Knicks de New York          | 12 avril 2009    | 11       | Hawks d'Atlanta     | 1er mai 2009  |
| Rebonds totaux             | 16               | Knicks de New York          | 12 avril 2009    | 15       | Hawks d'Atlanta     | 1er mai 2009  |
| Passes décisives           | 9                | @ Lakers de Los Angeles     | 16 novembre 2012 | 3        | @ Hawks d'Atlanta   | 22 avril 2009 |
| Interceptions              | 5                | 2 fois                      | 2 fois           | 3        | @ Celtics de Boston | 27 avril 2010 |
| Contres                    | 4                | @ Trail Blazers de Portland | 17 décembre 2010 | 2        | 3 fois              | 3 fois        |
| Balles perdues             | 7                | @ Thunder d'Oklahoma City   | 25 mars 2011     | 5        | @ Celtics de Boston | 17 avril 2010 |
| Minutes jouées             | 48               | Bobcats de Charlotte        | 5 janvier 2011   | 36       | Hawks d'Atlanta     | 1er mai 2009  |

- Double-double : 48 (dont 2 en playoffs)
- Triple-double : 0

## Salaires
| Année       | Équipe                    | Salaire      |
| ----------- | ------------------------- | ------------ |
| 2008-2009   | Heat de Miami             | 4 314 960 $  |
| 2009-2010   | Heat de Miami             | 4 638 600 $  |
| 2010-2011   | Timberwolves du Minnesota | 4 962 240 $  |
| 2011-2012*  | Timberwolves du Minnesota | 6 262 347 $  |
| 2012-2013   | Suns de Phoenix           | 5 750 000 $  |
| 2013-2014   | Suns de Phoenix           | 4 666 667 $  |
| 2013-2014   | Heat de Miami             | 1 027 424 $  |
| 2014-2015   | Suns de Phoenix           | 777 778 $    |
| 2014-2015   | Heat de Miami             | 330 226 $    |
| 2015-2016   | Rockets de Houston        | 306 527 $    |
| 2016-2017   | Bucks de Milwaukee        | 1 403 611 $  |
| 2016-2017   | Suns de Phoenix           | 777 777 $    |
| 2017-2018   | Knicks de New York        | 1 471 382 $  |
| 2018-2019   | Lakers de Los Angeles     | 3 500 000 $  |
| Total Gains | Total Gains               | 40 189 539 $ |

Note : * En 2011, le salaire moyen d'un joueur évoluant en NBA est de 5 150 000 $.

## Vie privée
Les parents de Beasley sont Fatima Smith et Mochael Beasley Sr. Sa mère décède du cancer en décembre 2018. Il a deux frères, Leroy Ellison et Malik Smith, et deux petites sœurs, Mychaela Beasley et Tiffany Couch. Il a une fille Mikaiya, né en mai 2009 et un fils Michael III, né en novembre 2010. Beasley a grandi avec Kevin Durant et Nolan Smith, et reste amis avec ces deux joueurs.